# Neufang (Sonneberg)

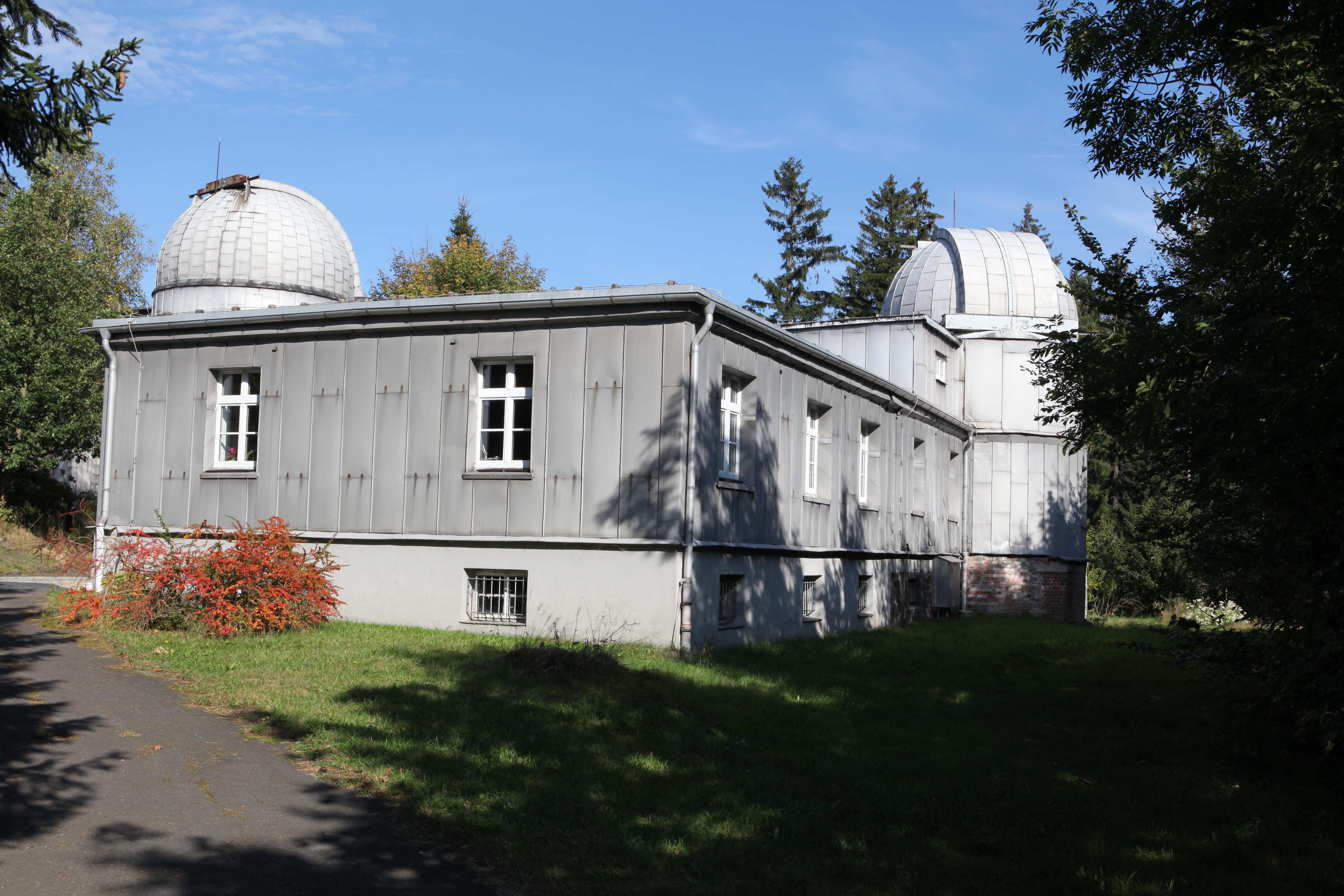
Sonneberger Sternwarte

Neufang ist ein ehemaliges Bergdorf am westlichen Rand des Frankenwaldes, das am 1. Oktober 1923 als Stadtteil in die Kreisstadt Sonneberg eingemeindet wurde.

## Geographie
Sonneberg-Neufang liegt etwa 250 bis 300 Meter über dem Stadtgebiet von Sonneberg am Rand der Gebirgshochfläche. Der Ortskern gruppiert sich um die steile Hauptstraße. An den steil abfallenden Berghängen gibt es nur wenige Häuser, sodass Neufang bis heute ein vom Stadtgebiet getrennter, relativ eigenständiger Ortsteil geblieben ist.

## Geschichte
Die Bezeichnung Neufang bedeutet neuer Fund und weist möglicherweise auf einen Steinbruch oder ein Bergwerk hin. Neufang wird erstmals im Urbar von 1317 als „Nuwenvanch“ erwähnt und heißt heute im ortsüblichen itzgründischen Dialekt „Neufich“. Es liegt an der sogenannten Hohen Straße, eine der mittelalterlichen Handelsstraßen zwischen Nürnberg und Erfurt, die bis ins frühe 19. Jahrhundert für den Fernhandel von großer Bedeutung waren. Heute verbindet sie Neufang nur noch als Wald-Wanderweg mit dem Rennsteig. Von Sonneberg zur Hohen Straße nach Neufang führt die noch existierende Alte Neufanger Straße, die am Glasbach entlang hinauf ins Gebirge verläuft. Im 14. Jahrhundert gab es bei Neufang mindestens eine Glashütte. Aufgrund des kargen Bodens war die Landwirtschaft nur als Nebenerwerb möglich. Die Neufanger verdienten ihren Lebensunterhalt als Tagelöhner im Wald, im Steinbruch und mit Fuhr- und Gespanndiensten.
Neufang war eines der ersten Dörfer im Sonneberger Umland, in dem Ende des 17. Jahrhunderts in größerem Umfang Holzspielzeug in Heimarbeit für den aufkommenden Sonneberger Spielwarenhandel hergestellt wurde. Der Ort entwickelte sich im 18. und 19. Jahrhundert zu einem typischen Heimarbeiterdorf mit enger wirtschaftlicher Anbindung an die Stadt Sonneberg. So gehörten die Einwohner Neufangs immer zur Sonneberger Kirchengemeinde. Bis in die 1920er-Jahre waren die Hauptwege nach Sonneberg zwei steile Bergpfade am Abgang des Stadtbergs in die Obere Stadt, Kirchsteige genannt, wobei einer auf den Kleinen Markt und der andere zur 1840 abgebrannten Kirche führte. Die beiden Fußwege über den Stadtberg und ein dritter durch den Bärlagrund blieben bis in die 1960er-Jahre öffentlich zugänglich, wurden danach aber von den privaten Grundeigentümern in Besitz genommen und geschlossen. Wegen der beschwerlichen Wege in die Stadt wurde 1750 in Neufang eine Schule errichtet, an der bis 1976 Kinder unterrichtet wurden.
Heute ist der Ortsteil Neufang mit der Innenstadt durch eine Straße über den Schönberg gut erreichbar und lädt zu Waldspaziergängen, Wanderungen und zum Besuch der Sternwarte und des Heimattiergartens ein.

## Kultur und Sehenswürdigkeiten

### Sternwarte
Etwas abgelegen auf dem höchsten Bergrücken Neufangs, dem Erbisbühl, befindet sich auf rund 640 Metern über NN die von Cuno Hoffmeister 1925 gegründete Sternwarte Sonneberg. Der dort 1959 entdeckte Asteroid (2183) Neufang wurde nach dem Stadtteil benannt.

### Tiergarten
Der Tiergarten in Neufang beherbergt Tiere aus den Wäldern und von Bauernhöfen. Darunter sind einheimische Arten wie Rotwild und Damwild, Rehe, Mäusebussarde, Esel, Puten und Hühner, aber auch einige exotische wie der Polarfuchs und Grüne Meerkatzen.

## Sport
In den Wintermonaten ist Neufang Ausgangspunkt für Skiwanderer und Langläufer. Außerdem gibt es eine längere alpine Abfahrtsstrecke ins Steinachtal. Bis in die 1970er Jahre wurde die mehrere Kilometer lange, teils sehr steile Alte Neufanger Straße im Winter zum Rodeln und Bobfahren für den öffentlichen Verkehr gesperrt. Diese Tradition trug mit dazu bei, dass in Sonneberg das Rennrodeln im Kinder- und Jugendsport Fuß fassen konnte. Aus der Sonneberger Rennrodlerschule ist u. a. die Sonnebergerin Silke Kraushaar als erfolgreichste Sportlerin bei Olympischen Winterspielen und Weltmeisterschaften hervorgegangen.